# استعادة غابات المنغروف

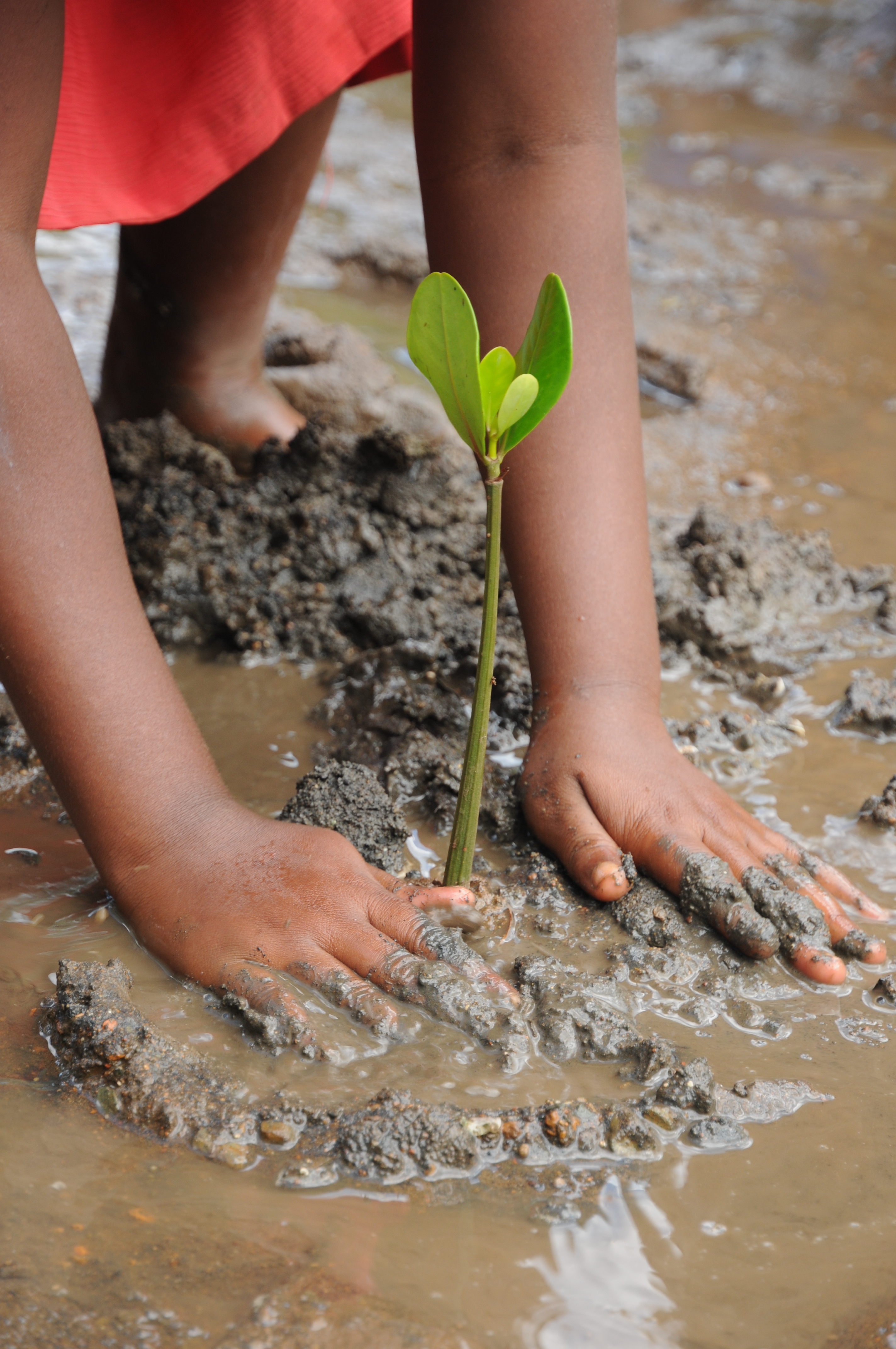
غرس أشجار المانغروف من قبل الأطفال في غابات المانغروف في جزيرة مايوت.

استعادة غابات المنغروف، هو تجديد النظم البيئية لغابات المنغروف، في المناطق التي كانت موجودة فيها من قبل. ترتكز ممارسة استعادة غابات المنغروف على الانضباط في بيئة الاستعادة، والتي تهدف إلى المساعدة في انتعاش مقاومة وقدرة التكيف للنظم البيئية، التي تدهورت أو تضررت أو دُمّرت. ونظرا لتشكيل التأثيرات البيئية تهديدا مستمرا، فلا يعني أن مجرد إعادة تهيئة حالة النظام البيئي السابقة، ستؤدي لاستعادته، بل بتعزيز قدرته على التكيف مع التغيير، بمرور الوقت.

## السياق البيئي
تمثل غابات المنغروف، مع الأنواع الحيوانية التي تأويها، مصادر ذات أهمية عالمية للتنوع البيولوجي، وتوفر للبشرية خدمات النظم البيئية. تستخدمها الثدييات والزواحف والطيور المهاجرة، كأراضٍ للتغذية والتكاثر، وتوفر موائل بالغة الأهمية لأنواع القشريات السمكية ذات الأهمية التجارية. تعزل جذور المنغروف حواف الشواطئ فيزيائيا، عن الآثار المتوقعة لأمواج المحيط والعواصف. وتحمي بالإضافة لذلك، المناطق الشاطئية عن طريق امتصاص مياه الفيضان، وإبطاء تدفق مياه الأنهار المحملة بالرواسب، ويسمح ذلك للرواسب بالنزول إلى القاع، حيث تبقى في مكانها، وهكذا تُكبح منتجات النفايات السامة المحتملة، وتتحسن نوعية المياه والصرف الصحي، في المجتمعات الساحلية.
تمثل غابات المنغروف المصادر المحلية للدخل المستدام، في المجتمعات البشرية التي تعتمد عليها، عن طريق كسب الأسماك والأخشاب، وكذلك منتجات الغابة غير الخشبية، مثل النباتات الطبية، وأوراق النخيل، والعسل. وقد ثُبت أنها تعزل الكربون بكميات مماثلة، للتي تعزلها الغابات المطيرة البرية مرتفعة الظل، ما يعني أنها قد تلعب دورا في التخفيف من التغير المناخي. بالإضافة لحماية السواحل فيزيائيا، من ارتفاع مستوى سطح البحر المتوقع، والمرتبط بالتغير المناخي.
وهناك مع ذلك حدود لقدرة أشجار المنغروف، على التكيف مع تغير المناخ. ومن المتوقع أن يؤدي ارتفاع سطح البحر بمقدار متر واحد، إلى غمر وتدمير غابات المنغروف في العديد من المناطق حول العالم، ما يترك المجتمعات الساحلية عرضة لخطر الفيضانات، وتحات السواحل، وتسرب الملوحة، وزيادة نشاط العواصف.

### تراجع وخسارة المنغروف
تعتبر مسألة الاستعادة بالغة الأهمية اليوم، لأن غابات المنغروف تُفقد بسرعة، وبمعدل أسرع من الغابات المطرية الاستوائية البرية. تشير تقديرات إلى أن إجمالي مساحة غابات المنغروف، في أنحاء العالم قد بلغ 152,000 كيلو متر مربع في عام 2005، منخفضا عن إجمالي المساحة في عام 1980 والذي بلغ 188,000 كيلو متر مربع. ويمكن القول إنه فُقد حوالي 36,000 كيلو متر مربع، أو ما يقارب 20% من أشجار المنغروف في العالم، خلال فترة خمسة وعشرين سنة. قد تختلف تقديرات الخسارة الأخرى، تبعا لاستخلاصها من تجمع بيانات أصغر. يقدر تقييم النظام البيئي للألفية، إجمالي الخسارة في جميع أنحاء العالم، بنسبة 35% بين عام 1980 وعام 2000، ولكن استُخلصت هذه النتيجة من بيانات لأكثر بقليل من نصف مساحة المنغروف الإجمالية.
وكان هذا الجزء الكبير من غابات المنغروف المفقودة، قد دُمّر لإفساح المجال لتطوير الصناعة والإسكان والسياحة، وتربية الأحياء المائية، ومزارع الروبيان في المقام الأول، والزراعة مثل حقول الأرز، ورعي المواشي، وإنتاج الملح.
تشمل العوامل الأخرى لتدمير غابات المنغروف، الأنشطة التي تُحرف فيها مصادر المياه العذبة، كسحب المياه الجوفية، وبناء السدود، وبناء الطرق، وقنوات الصرف عبر مناطق المد والجزر.

### استعادة غابات المنغروف
غابات المنغروف هي أنظمة بيئية حساسة، تتغير ديناميكا استجابة للعواصف، وانسداد الرواسب، والتقلبات في مستوى سطح البحر، وتقدم «هدفا متحركا» لجهود الاستعادة. تواجه أساليب الاستعادة المختلفة، التحدي بطرق مختلفة، وتتمثل ببساطة الطريقة الأكثر شيوعا، بزراعة حوامل منغروف من نوع واحد، في مناطق يُعتقد أنها مناسبة، دون الأخذ بعين الاعتبار إلى إذا ما كانت أشجار المنغروف قد دُعمت أو لا في الماضي. وعادة ما يفشل هذا النهج على المدى الطويل، نظرا لعدم تلبية المتطلبات الأساسية، للتربة والهيدرولوجيا لأشجار المنغروف. تهدف الأساليب الأكثر اطّلاعا إلى إعادة منطقة منغروف تالفة لحالتها السابقة، مع مراعاة النظام البيئي، وأيضا المنظورات الاجتماعية والثقافية والسياسية.
تبدأ هذه النُهج بفهم أن منطقة المنغروف التالفة، قد تكون قادرة على إصلاح نفسها من خلال العمليات الطبيعية للتتابع الثانوي، دون أن تُزرع فيزيائيا، شريطة أن تكون هيدرولوجيا المياه العذبة والمد والجزر فيها، تسير بشكل طبيعي، وتوفير إمدادات كافية من الشتلات. ومع أخذ هذا في الاعتبار، يصبح مهما لنجاح مشروع الاستعادة، تقييم كيف يمكن أن يكون الشكل الهيدرولوجي لموقع المنغروف التالف، في ظل الظروف العادية، والطرق التي عُدلت بها. وطريقة استعادة غابات المنغروف البيئية، هو أحد الأمثلة لهذا النهج، التي توصي بالخطوات التالية، التي يتعين الاضطلاع بها باستخدام أشجار المنغروف الصحية للمنطقة المحيطة كمرجع:
- قيّم النظام البيئي، وخاصة أنماط الاستنساخ والتوزيع، لأنواع المنغروف في الموقع التالف.
- خطّط ارتفاعات المواقع الجغرافية، والأنماط الهيدرولوجية، التي تحدد كيفية إنشاء الشتلات في الموقع.
- قيّم التغيرات التي طرأت على الموقع، والتي تمنع الوقع حاليا من أن يتعافى تلقائيا.
- صمّم خطة استعادة، تبدأ باستعادة النطاق الطبيعي للارتفاعات، وهيدرولوجيا المد والجزر في الموقع.
- راقب الموقع، لتحديد ما إذا كانت الاستعادة ناجحة، في ضوء الأهداف الأصلية.
  - تعتبر الزراعة الفعلية للشتلات، الملاذ الأخير، حيث إنها تفشل في كثير من الحالات، ينبغي اعتبارها إذا فشل الاستقدام الطبيعي للشتلات، في الوصول إلى هدف الاستعادة.

## المنغروف والتخفيف من تغير المناخ
تمتلك غابات المنغروف إمكانية التخفيف من التغير المناخي، كما يحدث من خلال عزل الكربون مباشرة من الغلاف الجوي، ومن خلال توفير الحماية من العواصف، التي يُتوقع أن تصبح أكثر كثافة وتكرارا، في القرن الحادي والعشرين.
يظهر في الصورة المرفقة، ملخص لكربون الأراضي الرطبة الساحلية، بما في ذلك غابات المنغروف. تأخذ نباتات الأراضي الرطبة، مثل أشجار المنغروف، ثاني أكسيد الكربون عندما تقوم بعملية التركيب الضوئي، ثم تحوله إلى كتلة حيوية مصنوعة من مركبات الكربون المعقدة. ونظرا لكون غابات المنغروف، من أكثر الغابات الاستوائية الغنية بالكربون، فهي ذات إنتاجية عالية، وتخزن 3 إلى 4 أضعاف الكربون التي تخزنها الغابات الاستوائية الأخرى. وهذا ما يعرف بالكربون الأزرق. تمثل أشجار المنغروف 0.7% فقط من مساحة الغابات الاستوائية، في جميع أنحاء العالم، إلا أن الدراسات تحسب تأثير إزالة غابات المنغروف، في الإسهام بنسبة 10% من انبعاثات ثاني أكسيد الكربون العالمية، الناتجة عن إزالة الغابات. توضح الصورة على اليمين التوزع العالمي للكربون الموجود فوق سطح الأرض، المختزن في أشجار المنغروف. ويوجد معظم هذا الكربون، كما يتضح، في إندونيسيا، تليها البرازيل، وماليزيا، ونيجيريا. تمتلك إندونيسيا، واحدة من أعلى معدلات فقدان المنغروف، على الرغم من أن معظم الكربون، مخزّن في أشجار المنغروف. ويُقترح أنه في حالة تنفيذ السياسة الصحيحة، فيمكن لدول مثل إندونيسيا، تقديم مساهمات كبيرة بما يخص انبعاثات الكربون العالمية.
تقدر الأمم المتحدة أن إزالة وتراجع الغابات، يشكلان 17% من انبعاثات الكربون العالمية، مما يجعله ثاني أكثر القطاعات الملوثة، بعد صناعة الطاقة. تقدر تكلفة هذا على الصعيد العالمي بما مجموعه 42 مليار دولار. لذلك رُكّز في السنوات الأخيرة، بشكل أكبر على أهمية أشجار المنغروف، مع تطوير مبادرات لاستخدام إعادة التحريج، كأداة للتخفيف من آثار تغير المناخ.